# Josep Llorens i Artigas
Josep Llorens i Artigas (16. června 1892 Barcelona – 11. prosince 1980 Barcelona) byl katalánský keramik a umělecký kritik. Je známý pro svou spolupráci s Joanem Miróem.

## Život a kariéra

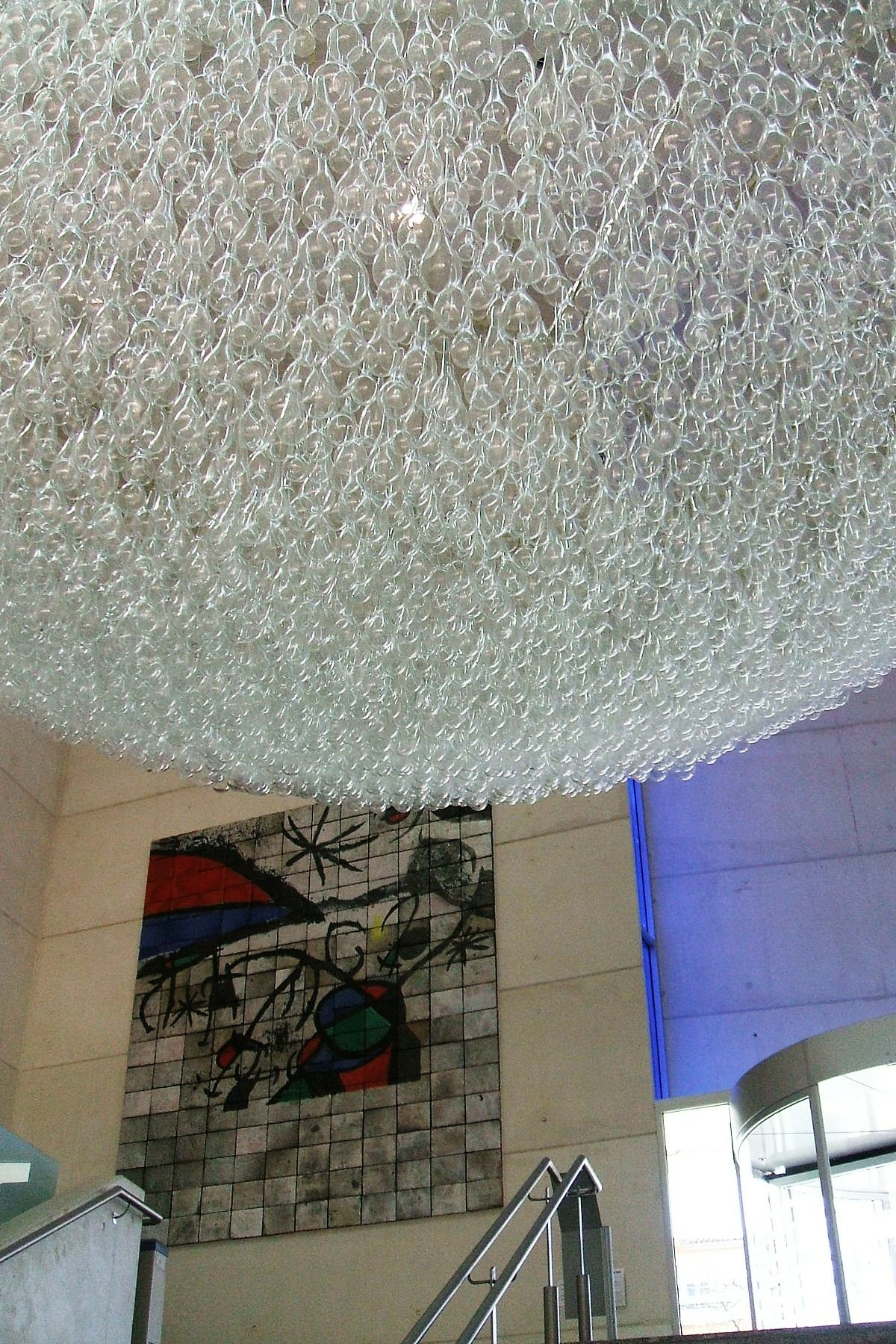
Artigasova realizace Miróova návrhu v Centro-Museo ARTIUM

Josep Llorens i Artigas studoval na umělecké akademii La Llotja a na privátní Escola d’Art u Galího v Barceloně, kde se v roce 1912 seznámil s Joanem Miróem. Jako on byl také členem umělecké skupiny Cercle Artístic de Sant Lluc. Artigas byl umělecký kritik deníku La Veu de Catalunya a spoluzakladatel skupiny Courbet, pojmenované po Gustavu Coubertovi. V roce 1917 získal stipendijní pobyt v Paříži.
Věnoval se hlavně keramickému umění a přispěl k jeho obnovení v západním světě. V roce 1941 se stal profesorem keramiky na Escola Massana v Barceloně.
Artigas měl samostatné výstavy v Barceloně, Madridu, Paříži, Brüsselu, Londýně a New Yorku. Získal mnoho ocenění.
V Paříži pracoval od roku 1923 spolu s Raoulem Dufym a Albertem Marquetem, později s Georgem Braquem, především ale od roku 1944 se svým přítelem Joanem Miróem, kdy spolu tvořili velké keramické stěny, například pro Harvard University, Fondation Maeght (1964) a letiště v Barceloně (1970).
Jeho syn Joan Gardy Artigas (* 1938) je také keramikem a pracoval často se svým otcem a Miróem. 

## Publikace
- 1922: Las pastas cerámicas y los esmaltes azules del antiguo Egipto
- 1948: Formulario y prácticas de cerámica
- 1950: Esmaltes y colores sobre vidrio, porcelana y metal